# Vermivora bachmanii
La parula di Bachman (Vermivora bachmanii Audubon, 1833) è un piccolo uccello migratore passeriforme probabilmente estinto. Questo parulide aveva abitudini migratorie: nidificava nei boschetti paludosi di rovi e canne palustri degli Stati Uniti sud-orientali e svernava a Cuba. L'ultimo avvistamento (non confermato) venne effettuato in Louisiana, nell'agosto 1988.

## Tassonomia
Questo volatile venne scoperto nel 1832 dal reverendo John Bachman, che scoprì la specie nei pressi di Charleston, nella Carolina del Sud, presentandone le spoglie conservate e un'accurata descrizione a John James Audubon, suo amico e collaboratore. Audubon non vide mai l'uccello in vita, ma lo battezzò con il nome attuale in onore di Bachman nel 1833.
La parula di Bachman non era strettamente imparentata con nessun'altra specie, anche se si ritiene che la parula aliazzurre e la più rara parula alidorate, anch'esse appartenenti al genere Vermivora, fossero i suoi parenti più stretti. Non ne viene riconosciuta alcuna sottospecie.

## Descrizione

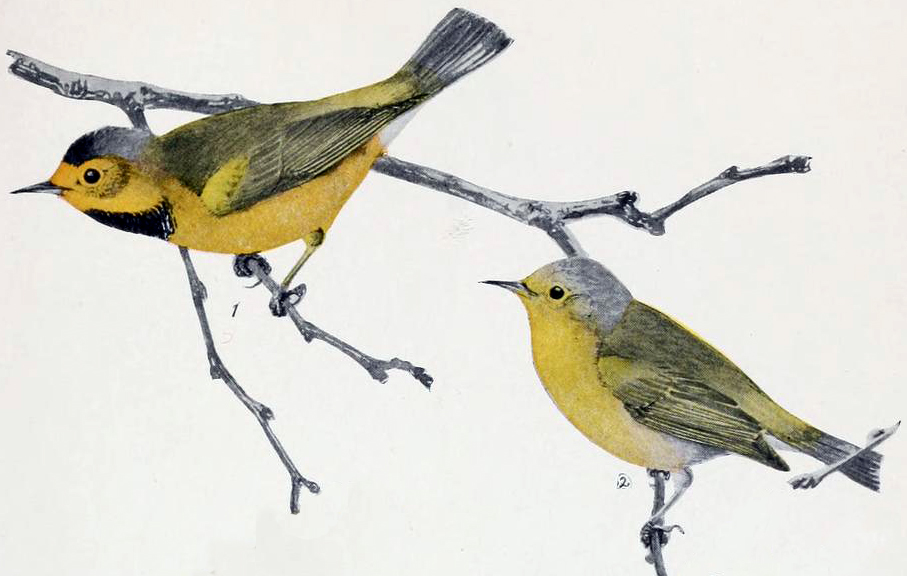
Maschio (sopra) e femmina in un disegno di Louis Agassiz Fuertes.

La parula di Bachman era una specie sessualmente dimorfica e gli adulti presentavano due piumaggi distinti, uno primaverile e uno autunnale. In primavera, i maschi adulti avevano la fronte, la regione sopra le redini e il sopracciglio gialli. L'area sotto l'occhio era gialla, mentre le redini erano color oliva scuro. La parte anteriore della corona era nera con i margini grigi, mentre quella posteriore e la nuca erano grigio-oliva. Il resto della regione superiore era di un verde oliva che diveniva più brillante sul groppone. Il mento e la parte superiore della gola erano gialli, mentre la parte centrale della gola e quella superiore del petto erano nere. L'addome era giallo, e le copritrici del sottocoda bianche. Durante la loro prima primavera i maschi erano quasi identici ai maschi adulti, ma avevano meno nero su corona e petto.
In primavera, le femmine adulte avevano fronte e regione sopra le redini di un color giallo chiaro che si fondeva nel grigio della corona e della nuca. Le redini erano grigio-oliva e l'occhio era cerchiato da un anello bianco. Il resto delle regioni superiori era di un verde-oliva che, come nel maschio, diveniva più brillante sul groppone. Mento e gola erano anch'essi giallo chiaro, mentre i lati del collo e la parte superiore del petto erano grigi. Sulla parte superiore del petto delle femmine più anziane era presente qualche piuma nera. Il resto del petto e l'addome erano di un color giallo chiaro che si fondeva nel bianco delle copritrici del sottocoda. I fianchi apparivano sfumati di grigio. Durante la loro prima primavera le femmine ricordavano le femmine adulte, ma avevano un piumaggio più spento.
Nel corso dell'estate la parula di Bachman mutava il piumaggio fino ad assumere l'abito autunnale. Nei maschi adulti, il piumaggio autunnale era quasi identico a quello primaverile, in quanto se ne differenziava solo per la parte anteriore della corona che da nera diveniva grigia. I maschi del primo anno somigliavano molto agli adulti in tenuta primaverile, ma se ne differenziavano per la parte anteriore della corona oliva e le regioni inferiori di un giallo più spento. Le femmine adulte indossavano sempre lo stesso piumaggio, anche se questo appariva più brillante in autunno, mentre le femmine del primo anno avevano la fronte giallo-oliva e un anello oculare più sbiadito.
I nidiacei indossavano il loro primo piumaggio in maggio ed effettuavano la prima muta in giugno. Le giovani parule di Bachman avevano testa e regioni superiori marrone scuro e regioni inferiori di un marrone più chiaro che sfumava nel bianco sporco nella parte bassa del corpo e sul sottocoda.
Questa parula misurava 10,8 cm di lunghezza. Tali dimensioni erano ridotte anche per gli standard delle parule e la coda era breve. Caso unico tra le parule, aveva becco sottile e ricurvo. Esso era bruno-nerastro negli adulti e marrone nei giovani. Le zampe erano bruno-grigiastre, mentre gli occhi erano marrone scuro.
Le registrazioni che abbiamo del canto della specie comprendono una rapida serie di sei-venticinque note vibrate, talvolta terminanti in un'acuta e confusa nota zip. Il canto era simile a quello della parula settentrionale, ma si distingueva per essere notevolmente più monotono. Sono state registrate anche note di richiamo multiple, che vanno da un leggero tsip fino a un profondo e sibilante zee-e-eep.

## Distribuzione e habitat

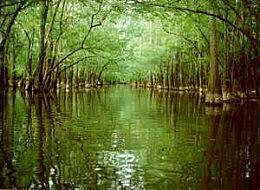
Nel parco nazionale di Congaree la specie è stata cercata, senza successo, nel 2002.

La parula di Bachman nidificava prevalentemente in due regioni distinte, vale a dire la pianura costiera atlantica meridionale e la zona che dagli stati della Costa del Golfo si estende a nord lungo lo spartiacque del fiume Mississippi fino al Kentucky. Nella pianura costiera atlantica meridionale, l'uccello nidificava in Carolina del Sud nei pressi di Charleston, ma si ritiene che in passato si riproducesse in un'area che raggiungeva a nord la Virginia e a sud la Georgia. L'areale riproduttivo lungo la Costa del Golfo era situato prevalentemente nell'Alabama centrale, ma si ha testimonianza di nidificazioni avvenute nel Mississippi settentrionale e in Louisiana. A nord dell'Alabama si riproduceva in Arkansas e Missouri lungo il fiume St. Francis. Presunte voci di nidificazioni avvenute nel Texas orientale, in Oklahoma e nel Tennessee vengono considerate erronee dagli studiosi. Durante la migrazione, la specie veniva avvistata principalmente in Florida e nelle Florida Keys, anche se alcuni uccelli migravano lungo la sezione orientale della Costa del Golfo. Inoltre, vi è la testimonianza di un esemplare in migrazione primaverile catturato alle Bahamas nel 1901. La specie svernava prevalentemente a Cuba. Sporadicamente alcuni esemplari trascorrevano l'inverno sull'isola dei Pini e abbiamo la testimonianza di un esemplare che ha svernato in Florida. Esistono anche testimonianze non confermate di esemplari che hanno svernato nella palude di Okefenokee in Georgia.
La parula di Bachman nidificava in boschi di palude con stagni di acqua permanente. Queste foreste paludose sono costituite soprattutto da alberi decidui quali cipressi, liquidambar, cornioli, querce rosse, hickory, Nyssa sylvatica e tupelo. Sebbene non sappiamo ancora con certezza quali aree di queste paludi la specie prediligesse, gli studiosi credono che preferisse le piccole radure create da incendi o tempeste con un fitto sottobosco di una particolare specie di canna palustre, l'Arundinaria gigantea, e palmetti. Alcuni ritengono che questa specie fosse specializzata alla vita nei canneti.
Durante la migrazione, la specie continuava a prediligere le foreste di pianura, ma talvolta faceva scalo in zone arbustive quando queste non erano disponibili. Sembra che durante il soggiorno a Cuba ampliasse la gamma degli habitat, in quanto essa veniva rinvenuta in aride foreste semidecidue, parchi urbani e paludi. Le foreste di Hibiscus potrebbero aver giocato un ruolo importante nella biologia della specie.

## Biologia

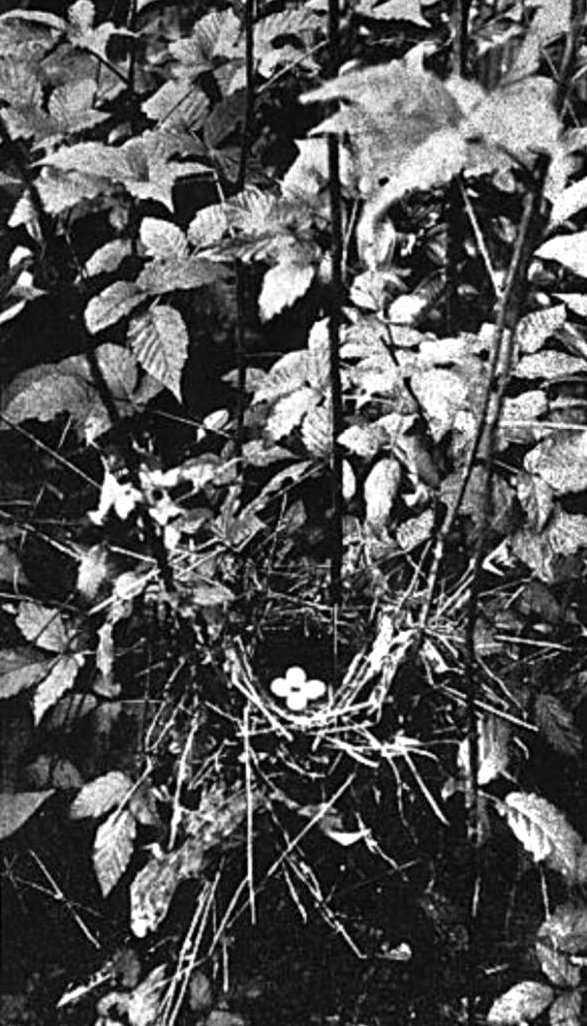
Un nido fotografato nel 1920.

A causa della rarità di questa specie conosciamo ben poco delle sue abitudini. Essa non agitava su e giù la coda di frequente. Quando era spaventata muoveva a scatti la coda e sollevava le piume della corona.
Durante la migrazione questa specie non emetteva di frequente il suo canto, anche se lo faceva spesso nei suoi siti di nidificazione. Una volta là, preferiva utilizzare posatoi elevati per cantare. La femmina si dedicava alla cova delle uova mentre il maschio andava in cerca di cibo.
Sugli alberi la specie occupava una nicchia di foraggiamento piuttosto elevata, generalmente compresa tra gli 1,5 e i 3 m di altezza. Tuttavia, durante la migrazione veniva vista spingersi in cerca di cibo sulle cime degli alberi. Era in grado di rimanere appesa a testa in giù per esaminare la pagina inferiore delle foglie. La parula di Bachman si alimentava spigolando e sondando con il becco tra le foglie. Quest'ultima strategia di foraggiamento ha spinto alcuni studiosi a ipotizzare che questa parula fosse una specie specializzatasi alla ricerca del cibo sulla lettiera di foglie morte dei canneti. Tra le sue prede principali figuravano bruchi, ragni e altri artropodi. Alcuni sostengono che a Cuba la specie si fosse nutrita anche di nettare, ma tale ipotesi non è mai stata confermata.
Forse la specie nidificava in colonie. I nidi erano grossi e profondi. Foglie morte, muschi, fili d'erba e stecchi ne costituivano l'esterno, mentre l'interno della coppa era imbottito con i sottili filamenti del lichene Ramalina e del muschio spagnolo. Questi nidi venivano costruiti tra cespugli di rovo, nei canneti e nei palmetti delle foreste di pianura, a 30–120 cm di altezza dal suolo o, più di frequente, dagli specchi d'acqua. Caso piuttosto insolito per una parula, deponeva uova di colore bianco puro segnate occasionalmente da sottili macchie in prossimità del polo maggiore.

### Migrazione
La parula di Bachman migrava relativamente presto rispetto agli altri Parulidi. La migrazione primaverile aveva inizio alla fine di febbraio e gli uccelli facevano la loro comparsa nella Florida meridionale e nella Louisiana sud-orientale a partire dalla prima settimana di marzo. Il picco migratorio nella Florida meridionale si registrava durante le prime tre settimane di marzo e lungo la costa nord-occidentale della Florida durante la terza e quarta settimana di marzo. In Florida la parula di Bachman più ritardataria venne osservata il 9 aprile. Queste parule raggiungevano i loro terreni di nidificazione della Carolina del Sud intorno alla metà di marzo, ma alcune vi giungevano già alla fine di febbraio. Gli uccelli che migravano verso il Missouri sud-orientale giungevano a destinazione tra la metà e la fine di aprile. Alcuni uccelli che avevano oltrepassato i propri terreni di nidificazione vennero rinvenuti in Virginia e Carolina del Nord.
In Carolina del Sud, tutte le parule di Bachman lasciavano i propri siti di nidificazione a partire dal 19 luglio. Il picco della migrazione autunnale è scarsamente documentato, ma i primi migratori vennero avvistati nel Mississippi meridionale il 4 luglio, mentre a Key West vennero registrati il 17 luglio. L'intera migrazione durava dalla fine di luglio al 25 agosto, e l'esemplare più ritardatario venne avvistato il 24 settembre lungo le coste della Georgia.

## Conservazione

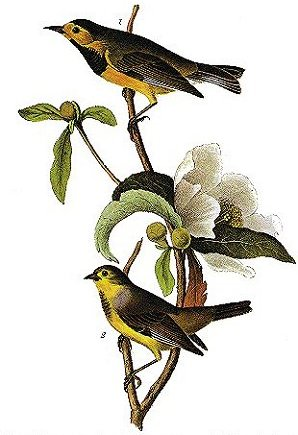
Litografia di Audubon.

La prima parula di Bachman nota alla scienza venne raccolta da John Bachman in Carolina del Sud nel 1832 e descritta da Audubon nel 1833 a partire dalle spoglie inviategli da Bachman. La specie rimase in gran parte sconosciuta fino alla metà degli anni '80 del XIX secolo. Nel XIX secolo si ritiene che la specie abbia per breve tempo tratto beneficio dall'abbattimento selettivo degli alberi, in quanto avrebbe fornito ad essa più habitat. Essa veniva avvistata di frequente nel suo habitat di nidificazione tra la metà degli anni '80 del XIX secolo e il 1910. Tuttavia, quando la pratica del disboscamento indiscriminato iniziò a rimpiazzare l'abbattimento selettivo, gli avvistamenti della specie si fecero più scarsi. A partire dagli anni '30, gli avvistamenti divennero rari, e al 1940 risale l'ultimo definitivo avvistamento di un esemplare nei siti di svernamento. L'ultimo esemplare di sesso maschile venne catturato il 21 marzo 1941 sull'isola di Deer, nel Mississippi, mentre l'ultima femmina venne catturata il 28 febbraio 1940 sull'isola di Ship, sempre nel Mississippi.
Avvistamenti di esemplari nei terreni di nidificazione del Missouri e dell'Arkansas si protrassero per tutti gli anni '40, e la specie continuò a nidificare nella palude di I'on in Carolina del Sud fino al 1953. Alcuni esemplari furono avvistati nella contea di Fairfax, in Virginia, nel 1954 e nel 1958, e un maschio venne visto cantare nei pressi della palude di I'on nell'aprile 1962. Il 30 marzo 1977 una femmina immatura venne avvistata nella contea di Brevard, in Florida. Le testimonianze di avvistamenti attendibili ebbero termine negli anni '80. Le più recenti voci sulla sopravvivenza della specie nel parco nazionale di Congaree agli inizi degli anni 2000 spinsero gli studiosi ad effettuare sopralluoghi nell'area, ma dopo infruttuose ricerche essi dichiararono che gli osservatori probabilmente avevano confuso questa specie con esemplari di parula dal cappuccio e scambiato il suo canto con quello della parula settentrionale. Una approfondita e sistematica ricerca effettuata utilizzando la riproduzione di canti registrati di parula di Bachman non ha rivelato la presenza di maschi territoriali e non ha provocato alcuna reazione aggressiva da parte di altre specie di uccelli.
Questa specie era minacciata dalla distruzione dell'habitat. Si ritiene che essa abbia nidificato nei canneti, e la loro distruzione è stato uno dei principali fattori di riduzione della specie, assieme alla distruzione degli habitat di svernamento nei Caraibi e alla caccia per le piume. Nel XIX secolo gli abbattimenti di alberi su piccola scala potrebbero aver effettivamento portato all'aumento dell'habitat di nidificazione della parula di Bachman. La deforestazione e il prosciugamento delle paludi attraverso una serie di canalizzazioni furono le due cause principali di distruzione dell'habitat. Mentre non sappiamo se il cambiamento degli habitat nei suoi siti di svernamento a Cuba abbia avuto un effetto negativo sulla specie, si ritiene che un uragano invernale negli anni '30 abbia potuto assestare un duro colpo alla sua sopravvivenza, rendendola troppo rara affinché partner di entrambi i sessi potessero incontrarsi e accoppiarsi.

## Nella cultura
Audubon raffigurò un maschio e una femmina di parula di Bachman su un'illustrazione di un albero di Franklinia dipinto da Maria Martin, la cognata di Bachman, una delle prime donne illustratrici di storia naturale del Paese.
Nella striscia di fumetti Doonesbury, Dick Davenport, il birdwatcher marito di uno dei personaggi principali, morì nel 1986 a causa di un attacco cardiaco causato dall'emozione di aver osservato e fotografato questa specie. La scena della sua morte è stata riconosciuta come particolarmente memorabile nella storia dei fumetti.